# Milionia ventralis
Milionia ventralis là một loài bướm đêm trong họ Geometridae.